# Vịnh Palliser
Vịnh Palliser là một vịnh của New Zealand, nằm ở đầu phía nam của đảo Bắc (New Zealand), phía đông nam của thành phố thủ đô Wellington. Vịnh này trải dài 40 km dọc bờ eo biển Cook từ mũi Turakirae ở đầu phía nam của dãy núi Rimutaka tới mũi Palliser, điểm cực nam của đảo Bắc.
Sông Ruamahanga chạy sát bên hồ Wairarapa rồi chảy vào vịnh này.

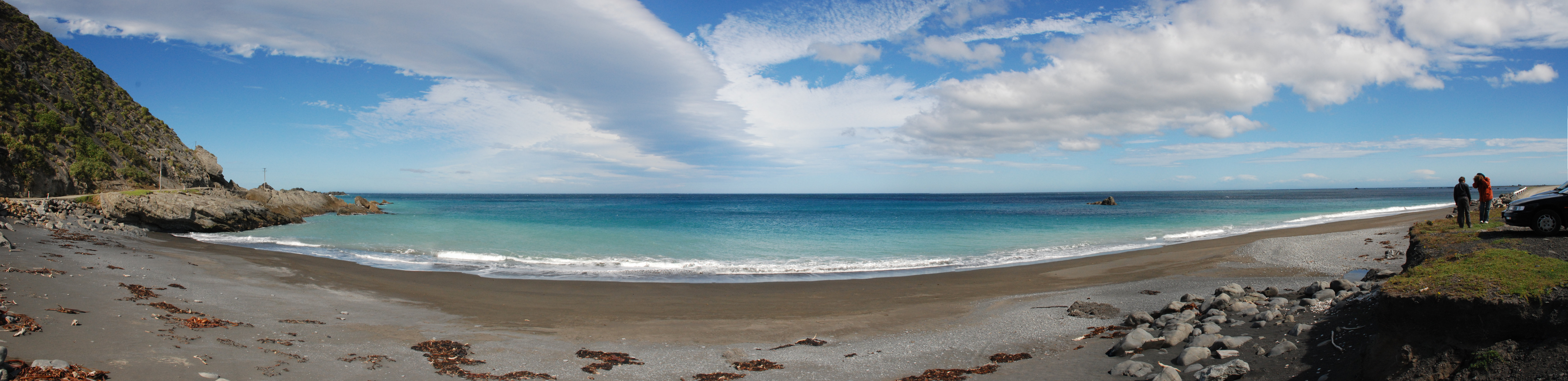
Bãi biển trên vịnh Palliser

Có nhiều điểm địa lý đáng chú ý trong khu vực, trong đó có Pūtangirua Pinnacles, Kupe's Sail và Whatarangi Bluff - nơi việc xói mòn đã có các tác động xấu tới vùng bờ biển.

## Hình ảnh

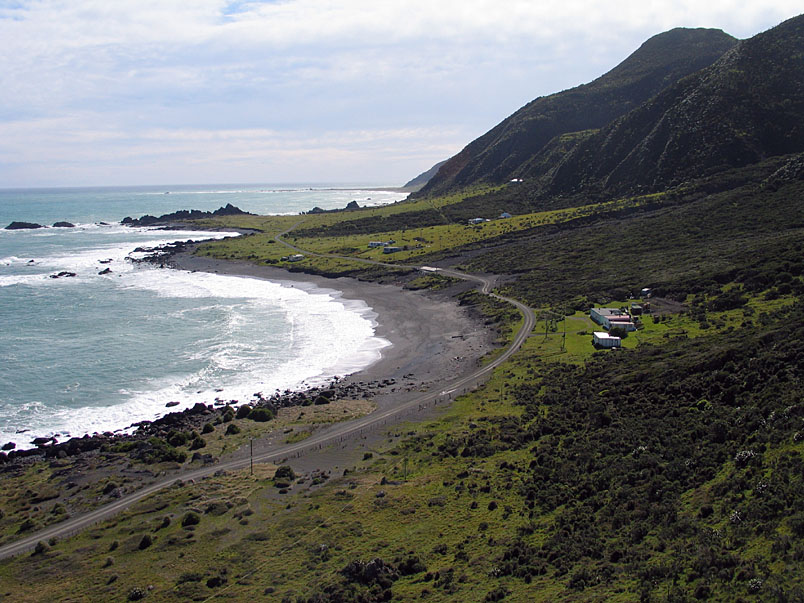
Bờ biển đặc trưng của vịnh Palliser
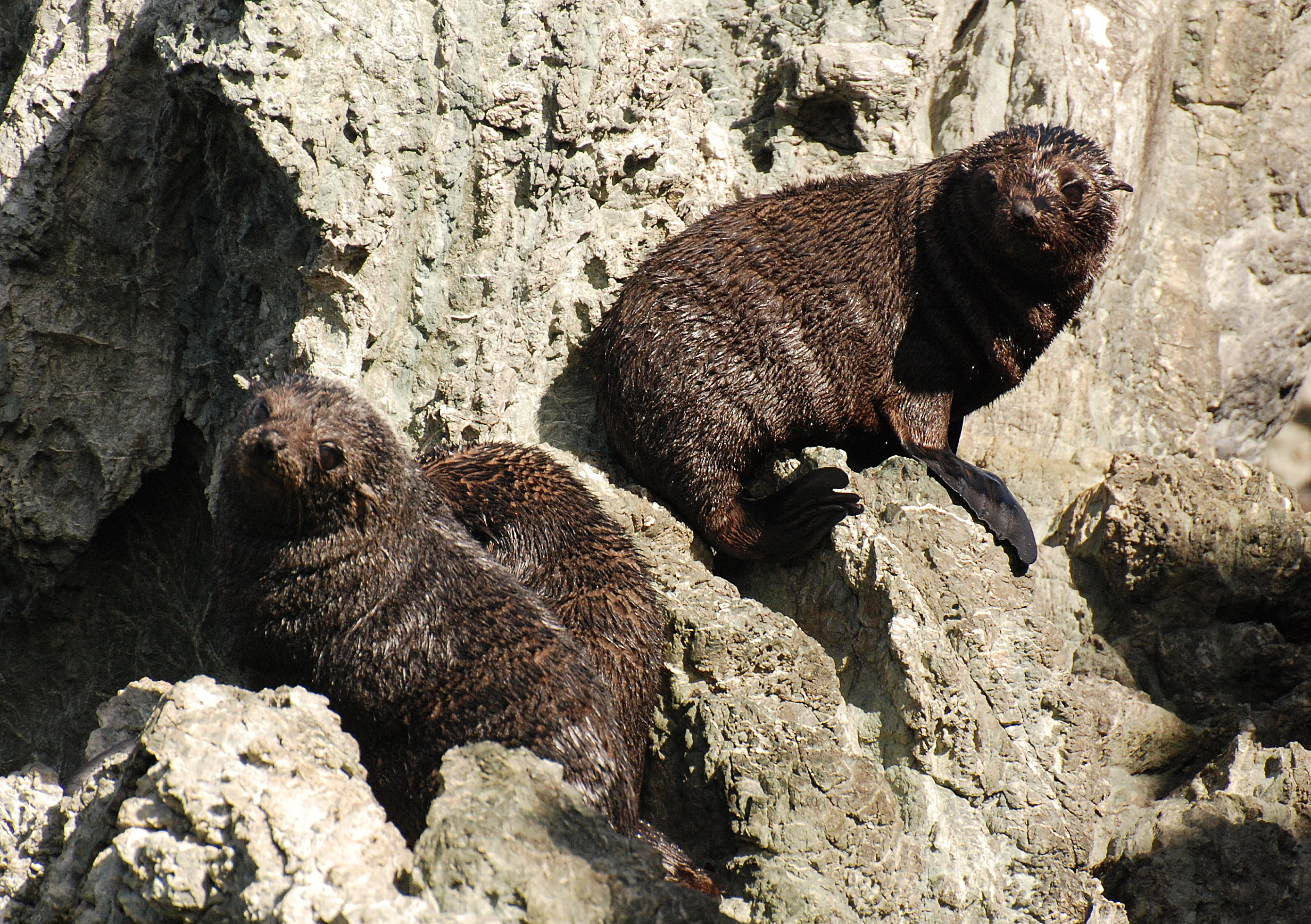
Các hải cẩu lông New Zealand tại vịnh Palliser
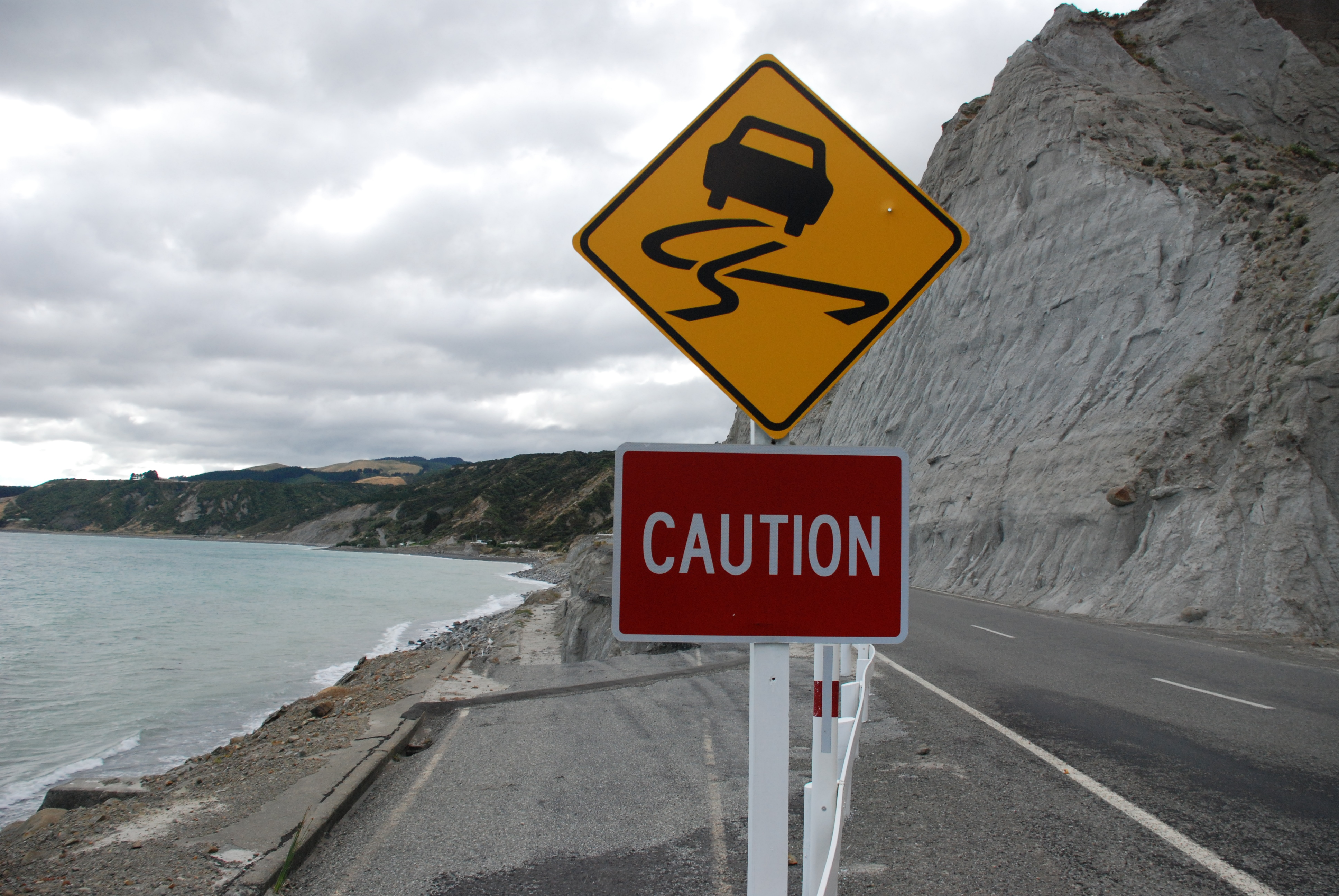
Đường bị xói mòn tại Whatarangi Bluff, vịnh Palliser